# フーゴ・バル

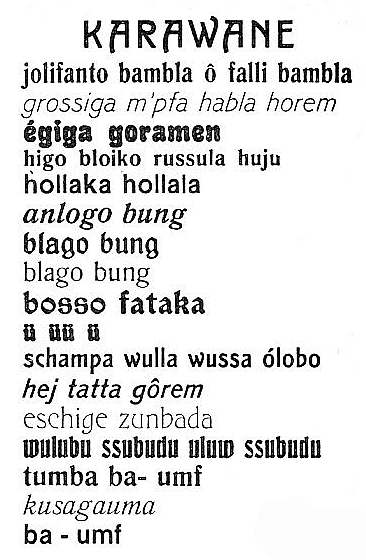
1916年の詩「"Karawane"」

フーゴ・バル（Hugo Ball、1886年2月22日 - 1927年9月14日）は、ドイツの作家、詩人、ダダを主導した芸術家。

## 生涯
フーゴ・バルはドイツ帝国のピルマゼンスで、カトリックの中流家庭に生まれた。1906年から1907年にかけて、ミュンヘンとハイデルベルクの大学で社会学と哲学を学ぶ。1910年に俳優になるためベルリンに移り住み、マックス・ラインハルトと共に活動した。
第一次世界大戦が始まると陸軍に志願したが、健康上の問題で入隊できなかった。ドイツのベルギー侵攻の後、彼は幻滅して「この戦争は紛れもない誤りに基づいている。人間は機械と共に混乱している。」と語った。国家に対する反逆者と見なされた彼は、キャバレーのパフォーマーであり詩人であるエミー・ヘニングスと共に国境を越え、チューリヒに移り住んだ。彼らは1920年に結婚している。チューリヒでもバルは無政府主義とミハイル・バクーニンに対する興味を持ち続け、バクーニンの著書の翻訳に取り組んだが、それは出版されることは無かった。彼はアナキズム哲学に興味を持っていたにもかかわらず、その軍事的な側面のためにそれを拒否し、悟りのための個人的な目標への唯一の手段として見なした。
1916年にバルは、社会の惨状に対する彼の見解についての政治的な声明を出し、究極の真実を所有すると主張した過去の人生観への反感を認めたことによってダダイスム宣言を作成した。その年には詩『Karawane』を著しているが、同作は無意味な言葉から構成される。その意味は無意味さにあり、ダダイスムの背後にある主な原理を反映している。この他の彼の代表作には、詩集『7 schizophrene Sonette』、演劇『Die Nase des Michelangelo』、チューリヒ時代の思い出を綴った『Flight Out of Time: A Dada Diary』、ヘルマン・ヘッセの伝記『Hermann Hesse. Sein Leben und sein Werk』（1927年）等がある。
キャバレー・ヴォルテールの共同設立者として、彼はチューリヒ・ダダを主導し、「ダダ」の名称を辞書から適当に選び出し名付けた人物の一人として見なされている。後に妻となるエミー・ヘニングスもダダのメンバーであった。
ダダ・ムーヴメントに対する彼の関与は約2年続いた。その後、ベルンで短期間、『Freie Zeitung』の記者として働く。1920年7月にカトリックに再改宗すると、バルはティチーノ州に隠遁した。ここで彼は信心深く貧しい生活を送った。この期間に彼は『Hochland』に関与していた。
彼は胃癌のため、スイスのサンタッボンディオで1927年9月14日に死去した。

## 評価
- 音響詩『Gadji beri bimba』[5]は、トーキング・ヘッズの1979年のアルバム『フィア・オブ・ミュージック』に収められた「イ・ズィンブラ」で使用された。アルバムのクレジットにはバルの名が記載された。
- ドイツのアーティスト、コミッサー・ヒューラーがギリシャのレーベル、シャーマニック・トランスから2010年にリリースしたLPには「Karawane」のボイス・コラージュが収められている。